# Bastar
Bastar fou un estat tributari protegit agregat al districte de Chanda de les Províncies Centrals del Raj Britànic (Índia Britànica).

## Límits
Estava limitat (1881) al nord pel districte de Raipur; al sud pel districte de Chanda, subdivisió de Sironcha; a l'est per l'estat de Bendra Nawagarh a Raipur, i l'estat de Jeypore; i a l'oest per l'estat Ahiri i per la subdivisió de Sironcha. Els límits donats el 1901 eren: al nord l'estat de Kanker, al sud el districte de Godavari, a l'oest el districte de Chanda, l'Estat de Hyderabad i el riu Godavari, i a l'est per l'estat de Jeypore a Vizagapatam. Era l'onzè estat per superfície de tots els estats protegit de l'Índia.

## Geografia
La població el 1881 era de 196.248 habitants i el 1901 de 306.501 habitants i la superfície sempre de 33.830 km². Hi havia 2204 pobles el 1881 i 2525 el 1901, i molts estaven poblats per tribals gonds (coneguts localment com a màries o bhathres), per bhils i per gadwes o gadbes (del grup dels kols). La capital i principal població era Jagdalpur. Mesurava al màxim de llarg 273 km i 193 km d'ample; el centre i nord-oest era molt muntanyós i la part oriental plana. Les serralades principals eren la d'Abujmar (terra dels gonds), la de Bailadila o Bela Dila al sud de l'Indravati de nord a sud de l'estat, que acabava en dos pics anomenats Nandiraj i Pitur de més de 1000 metres i que era part dels Ghats Orientals. Els rius principals eren el Indravati, Sabari, i Tal o Talper, afluents del Godivari.

## Administració
Administrativament estava dividit en cinc tahsils governats per tahsildars. Hi havia set zamindaris subordinats amb un total de 10848 km², quasi tots al sud del Indravati. Jagdalpur, seu del raja, tenia uns 2.294 habitants el 1881 i 4762 el 1901 i estava a la riba del Indravati. La terra al sud del Indravati estava formada per zamindaris o petits estats feudataris que tenien el domini a canvi d'un tribut al raja. Els principals zamindaris eren els de Bhupalpatnam (3030 km²), Kutia (2776 km²) i Biji (2214 km²). L'antiga capital Bastar també era a la vora del riu Indravati.

## Economia
L'arròs era el principal cultiu, així com en menor mesura la canya de sucre i altres productes també es produïen.

## Història
L'estat fou governat pels rajputs de la raça lunar vinguts de Warangal al segle xiv; el fundador tradicional és Annan Deo (1324-1369), germà del raja Kakatiya de Warangal, Pratap Rudra Dev, que s'hauria establert a Bastar sota protecció de la deessa Danteshwari, que romangué per sempre la deïtat tutelar de la família i a la que es va dedicar un temple a la confluència entre el Sankani i el Dankani, on es feien sacrificis humans (el 1842 els britànics van haver de posar guàrdia al temple per evitar els sacrificis i fer responsable al raja). El 1680 la branca directe es va extingir; la col·lateral, que la va substituir, es va extingir al seu torn el 1709 i una col·lateral derivada del germà petit del raja Pratap Raj Deo va pujar al tron amb Rajpal Deo. Els marathes bhonsle de Nagpur van imposar tribut a l'estat al segle xviii. En aquest temps i va haver-hi continuades lluites entre Bastar i Jeypore i el país va caure en certa anarquia; el litigi era la comarca de Kotapad, originalment de Bastar que havia estat cedida a Jeypore a canvi del seu ajut durant un conflicte successori. Finalment els britànics van assignar aquesta comarca a Jeypore el 1863 però pagant un tribut a Bastar de tres mil rúpies. El mal govern va fer que un oficial britànic fos nomenat diwan el 1886. El raja Bhairon Deo va morir el 1891 als 52 anys i el va succeir el seu fill infant Rudra Pratap Deo, sota una regència controlada pels britànics. En sis anys dos oficials britànics van exercir com a administradors, fins a l'abolició del càrrec el 1904 quan es va nomenar superintendent a un natiu. El 1905 el príncep va complir 20 anys i l'1 de gener de 1908 va rebre tots els poders. Mort el 1921 el va succeir una filla, Rani Prafulla Kumari Devi, que va morir a Londres el 28 de febrer de 1936 i la va succeir el seu fill gran, Pravir Chandra Bhanj Deo, que va accedir a l'Índia el 15 d'agost de 1947 i va governar formalment fins a 1948.

## Bandera
La bandera era rectangular dividida en dos parts verticals, una blava al pal i una blanca al vol. Al cantó tenia una mitja lluna blanca. Al centre un trident en blanc a la part blava i en blau a la blanca.

## Llista de governants
- Annan Deo 1324-1369
- Hamir Deo 1369-1410
- Bhaitai Deo 1410-1468
- Puroshottam Deo 1468-1534
- Desconeguts 1534-1602
- Pratap Raj Deo 1602-1625
- Tres successors 1625-1680
- Digpal Deo 1680-1709
- Rajpal Deo 1709-1721
- Raja Mama 1721-1731
- Dalpat Deo (fill de Rajpal Deo) 1731-1774
- Daryao Deo (fill) 1777- vers 1815
- Mahipal Deo (fill) vers 1815-1830
- Bhopal Deo (fill?) 1830-1853
- Bhairam Deo (fill?) 1853-1891
- Rudra Pratap Deo (fill) 1891-1921
- Rani Prafulla Kumari Devi (filla) 1921-1936,
- Maharaja Pravir Chandra Bhanj Deo (fill) 1936-1948